# Eunidia multialboguttata
Eunidia multialboguttata är en skalbaggsart som beskrevs av Stefan von Breuning 1957. Eunidia multialboguttata ingår i släktet Eunidia och familjen långhorningar.
Artens utbredningsområde är Zimbabwe. Inga underarter finns listade i Catalogue of Life.